# エンリコ・カルーソー
エンリコ・カルーソー（Enrico Caruso、標準イタリア語ではエンリーコ・カルーゾ [enˈriːko kaˈruːzo], 1873年2月25日 - 1921年8月2日）は、イタリアのテノール歌手。オペラ史上における高名なテノール歌手の一人である。

## 経歴
イタリアのナポリに生まれる。父と共に工場で働きつつ教会の聖歌隊で歌い、18歳から正式に声楽を学び、ナポリで1894年にデビューした。翌年ミラノで大きな成功を収め、ゾノフォンレコードに最初の20回のレコード録音を行った。1903年、ニューヨーク市を訪れ、メトロポリタン歌劇場（メト）で歌った。その年から、米ビクター社にレコード録音を開始する。カルーソーのメトおよび米ビクターとの関係は1920年まで継続した。
カルーソーは約60作品ものオペラをレパートリーにしていた。主にイタリアオペラであったが、フランスとイギリスのオペラも、ひどいイタリア訛りではあったが歌った。また、約500曲の歌曲もレパートリーとしており、それらはイタリアの古典歌曲や民謡から当時のポピュラーソングまで及んでいた。レコード録音を盛んに行ったスター歌手は彼が最初だったことにより、20世紀最初の20年間という時代もあって、カルーソーは円盤型蓄音機の普及を助け、それが彼の知名度も高めた。カルーソーが行った大衆的なレコード録音と彼の並外れた声、特にその声域の広さ、声量と声の美しさによって彼は当時の最も著名なスター歌手となったのである。
1909年に咽頭癌の手術を受けた後は高域の発声に以前の輝きを失った、とする評もあるが、それを力強さを増した中低域によってうまく補った。1920年、メトでの舞台中に喀血、故郷ナポリで療養中の翌1921年に48歳の働き盛りで亡くなった。カルーソーは後輩の歌手へ｢たばこを吸うことは，歌うに当たって喉にダメージを与えるので，一番避けた方が良い習慣である｣と教えていたが、自らはヘビースモーカーであり、たばこを吸っているところが写真に撮影されている。
カルーソーの生涯は1951年のハリウッド映画『歌劇王カルーソ』（マリオ・ランツァ主演）で大々的に脚色されて映画化された。
2000年、BMGから『カルーソー2000』（"CARUSO 2000"）と題されたCDが発売された。これは、最新のコンピュータ技術により雑音に満ちたSPレコードからカルーソーの声のみを抽出し、そこへ1999年に新たに録音したウィーン放送交響楽団の音をミックスする、という手法がとられている。

## カルーソーの録音集
- The Great Caruso
- Complete Recordings Vol. 12
- Memories of Caruso
- Tenor of the Century
- Caruso-A Legendary Performer

## 音源
ヴェルディの『リゴレット』より『風の中の羽根のように（女心の歌）』（1908年録音）